# AIM-97 Seekbat
AIM-97 Seekbat — amerykański kierowany pocisk rakietowy klasy powietrze-powietrze, zbudowany w połowie lat 70. do zwalczania nowego super myśliwca radzieckiego zdolnego do przekraczania prędkości 3 Ma MiG-25 Foxbat przenoszącego pociski rakietowe klasy powietrze-powietrze dalekiego zasięgu. W momencie pojawienia się MiGa-25 wierzono, że jest on super myśliwcem najnowszej generacji, deklasującym wszystkie amerykańskie i należące do krajów sprzymierzonych samoloty. Rozpoczęcie programu konstrukcji samolotu F-15 Eagle było w głównej mierze odpowiedzią Stanów Zjednoczonych na pojawienie się maszyny radzieckiej. Uzbrojeniem amerykańskiego myśliwca miały być pociski AIM-82 i AIM-97 Seekbat. Pierwszy z nich miał służyć do walk powietrznych na krótkich dystansach i być następcą AIM-9 Sidewinder, natomiast drugi miał być nowym pociskiem dalekiego zasięgu zdolnym do rażenia celów na dużych pułapach, zaprojektowanym specjalnie do niszczenia samolotów MiG-25. Stąd nazwa pocisku Seekbat pochodząca od seek (ang. poszukiwać) i bat (ang. nietoperz, ale w tym wypadku skrócona nazwa Foxbat).
AIM-97 Seekbat został zbudowany w oparciu o przeciwradarowy pocisk AGM-78 Standard ARM, ale z silnikiem rakietowym o dłuższym czasie działania i podwójną głowicą naprowadzającą na podczerwień i źródło promieniowania radarowego. Pułap operacyjny pocisku miał wynosić 24 000 metrów.
Testy nowego pocisku rozpoczęto w 1972 roku, ale już w 1976 zamknięto program rozwojowy AIM-97 Seekbat. Powodem rezygnacji z rozwoju pocisku było zdobycie przez Siły Powietrzne dowodów, że nowy radziecki samolot nie jest super myśliwcem, ale myśliwcem przechwytującym przeznaczonym do atakowania szybko i wysoko lecących celów.